# Marina Mazepa
Marina Mazepa (nacida el 7 de mayo de 1997) es una actriz, modelo, bailarina y contorsionista ucraniana. Es conocida por competir en la decimocuarta temporada de America's Got Talent y llegar a los cuartos de final. También ha competido en concursos de talentos como So You Think You Can Dance, France's Got Talent, y Ukraine's Everybody Dance! Como actriz, ha aparecido en películas como Malignant, The Unholy, y Resident Evil: Welcome to Raccoon City.

## Primeros años de vida
Mazepa nació el 7 de mayo de 1997 en Konotop, Ucrania. Tiene un hermano mayor llamado Ruslan. Comenzó a tomar clases de danza folclórica a la edad de 5 años. Su maestra de noveno grado la instó a unirse a la Academia de Circo y Artes de Variedades en Kiev, a pesar de las objeciones de sus padres, quienes deseaban que estudiara derecho. Comenzó a asistir a la academia después de que sus padres cedieron cuando aprobó sus exámenes escolares y recibió una beca.

## Carrera profesional
En 2015, Mazepa ganó el Campeonato de Danza de Ucrania The Challenge en la categoría Contemporary Solo Varsity. También protagonizó un papel principal en el espectáculo de circo de baile "Fairytale Show: Alice in Wonderland Countries". En el mismo año, también compitió en la competencia de baile ucraniana televisada Everybody Dance!, que se basa en el formato estadounidense de So You Think You Can Dance. Ella llegó al top 5 de la competencia.
De 2016 a 2017, Mazepa actuó como contorsionista en el espectáculo con cena "Cirque d'Europe" de Europa-Park. En 2017, también se desempeñó como artista de contorsión de barra en el espectáculo "Night Beat Angels" del parque.
En 2017, actuó en el Festival Internacional de Circo Young Stage como artista de pole dance. Mazepa también se desempeñó como entrenadora de baile y coreógrafa en el Ladies Only Festival 2017 en Alemania. También compitió en la temporada 12 de La France, un talento increíble, también conocido como France's Got Talent, llegando a la final. En el mismo año, protagonizó el video musical de la canción "Freedom or Sweet Captivity" del cantante ruso Valeri Meladze .
En 2018, Mazepa compitió en el programa original So You Think You Can Dance en los Estados Unidos. Pasó la primera ronda de audiciones, pero decidió no continuar en el programa para poder prepararse para su audición de America's Got Talent.
Mazepa se mudó a Los Ángeles después de terminar su contrato como coreógrafa para un espectáculo estilo circo en Las Vegas. Poco después, en 2019, mostró sus habilidades como bailarina y contorsionista en America's Got Talent, antes de ser eliminada en los cuartos de final.
En 2020, se unió al elenco de la película de terror producida por Sam Raimi, The Unholy, basada en la novela Shrine.
Mazepa fue el principal contorsionista que interpretó al personaje de Gabriel en la película de terror Malignant de James Wan, que se estrenó en 2021. También interpretó a Lisa Trevor en la película Resident Evil: Welcome to Raccoon City, que se estrenó en noviembre de 2021. En el mismo año, también se desempeñó como el rostro de la campaña Primavera / Verano 2021 de la marca de calzado de tacón alto United Nude.

## Filmografía

### Películas
| Año  | Título                                 | Rol          | Notas             |
| 2021 | Malignant                              | Gabriel      | Intérprete físico |
| 2021 | The Unholy                             | Mary Elnor   | [ 12 ] [ 28 ]     |
| 2021 | Resident Evil: Welcome to Raccoon City | Lisa Trevor  |                   |
| 2022 | Time Bomb                              | Ella misma   |                   |
| TBD  | Rise of the Tarragon                   | Shiro Kozlov | Preproducción     |

### Televisión
| Año  | Título                                       | Rol        | Notas                             |
| 2015 | Everybody Dance!                             | Ella misma | Concursante                       |
| 2017 | La France a un incroyable talent             | Ella misma | Concursante                       |
| 2018 | So You Think You Can Dance                   | Ella misma | Concursante                       |
| 2019 | America’s Got Talent: Temporada 14           | Ella misma | Concursante                       |
| 2020 | Savage/Love, Episodio 3:Tangled Up           | Fabianna   | Miniserie de televisión           |
| 2021 | The Girl In the Woods                        | The Echo   | Serie de televisión               |
| 2023 | The Continental: From the World of John Wick | Gretel     | Serie de televisión (3 episodios) |
| 2024 | Agatha All Along                             | Snake      | Serie de televisión               |